# Reuben Fine
Reuben Fine (født 11. oktober 1914 i New York City, USA, død 26. marts 1993) var en amerikansk psykolog, skakstormester og skakskribent. Han var blandt verdens bedste skakspillere fra midten af 1930'erne til slutningen af 1940'erne, hvor han opgav denne karriere til fordel for sin forskning i psykologi.
Blandt Fines bedste resultater er en delt førsteplads i AVRO turneringen 1938 med Paul Keres, der dog fik førstepladsen, fordi han havde vundet deres indbyrdes opgør 1½ – ½. Ifølge Chessmetrics' historiske ratingberegning var Fine verdens nr. et i ca. et halvt år i slutningen af 1940 og begyndelsen af 1941.